# Chyšna
Chyšna är en ort i Tjeckien.   Den ligger i regionen Vysočina, i den centrala delen av landet, 70 km sydost om huvudstaden Prag. Chyšna ligger 488 meter över havet och antalet invånare är 104.
Terrängen runt Chyšna är lite kuperad. Runt Chyšna är det ganska glesbefolkat, med 29 invånare per kvadratkilometer. Närmaste större samhälle är Pelhřimov, 19,4 km sydost om Chyšna. Trakten runt Chyšna består till största delen av jordbruksmark.